# كأس ويلز 1950–51
كأس ويلز 1950–51 (بالإنجليزية: 1950–51 Welsh Cup)‏ هو موسم من كأس ويلز. فاز فيه نادي ميرثير تيدفيل ‏.